# Aethriamanta nymphaeae
Aethriamanta nymphaeae is een libellensoort uit de familie van de korenbouten (Libellulidae), onderorde echte libellen (Anisoptera).
De wetenschappelijke naam Aethriamanta nymphaeae is voor het eerst geldig gepubliceerd in 1949 door Lieftinck.